# Логвин, Олег Николаевич
Олег Николаевич Логвин (род. 23 мая 1959, Борисов, Минская область) — советский велогонщик. Заслуженный мастер спорта СССР (1980). Чемпион Игр XXII Олимпиады в Москве (СССР) 1980 г. в командной гонке на шоссе.

## Биография

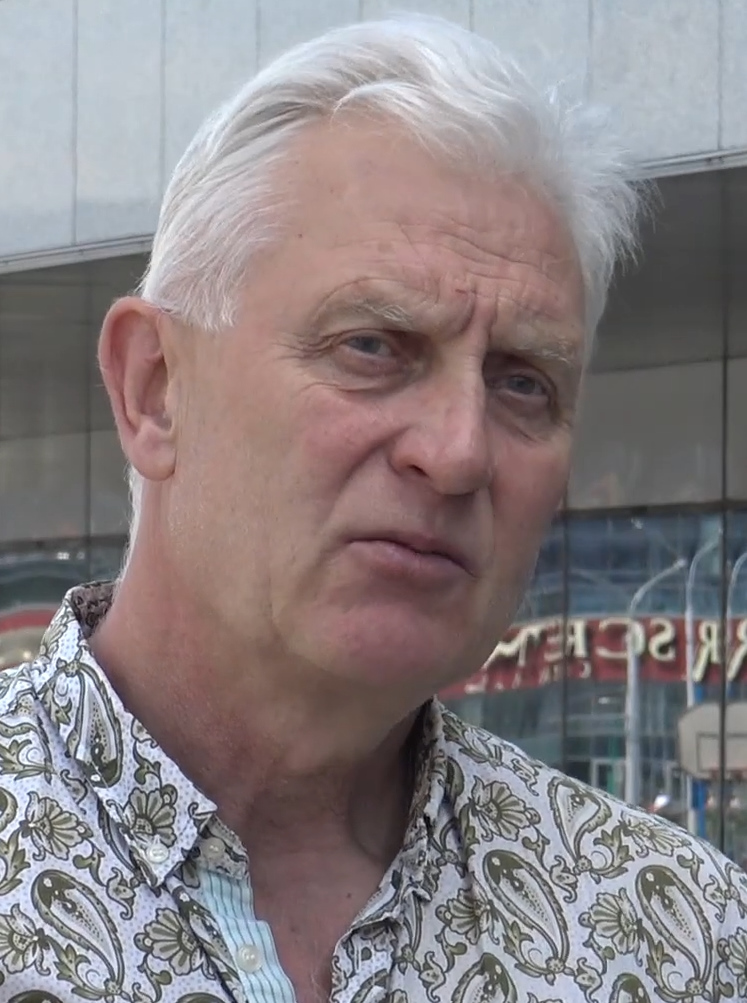
Олег Логвин в 2019 году

Родился в г. Борисове (Беларусь). Первый тренер — Юрий Суворов. Выступал за спортивное общество «Трудовые резервы».
В 1977 году в составе сборной БССР, он стал вторым на первенстве СССР, а затем завоевал «серебро» юниорского чемпионата мира. В 1979 году вошёл в основной состав команды, который выиграл чемпионат СССР. Надежда попасть в состав олимпийской команды появилась в 80-м после победы в голландской многодневке «Олимпийский тур», в которой участвовали все сильнейшие велогонщики. В итоге, его взяли на Олимпиаду.
Олимпийскую гонку советские спортсмены вели под своим контролем с первых метров. На первых 50 км при лобовом ветре сумели дать сопернику 40-секундную фору, но ограничиваться ею не захотели. Постарались и из второй половины дистанции выжать максимум. В итоге, опередили немцев на 1 минуту и 21 секунду. На пьедестал почета поднялись Юрий Каширин, Олег Логвин, Сергей Шелпаков и Анатолий Яркин.
Следующий триумф Олега Логвина состоялся в мае 1981-го на Велогонка мира. Маршрут пролегал через Берлин-Прага-Варшава. 2000 км были разбиты на 12 этапов — по четыре в каждой из стран. Русские хотели выиграть везде. Благодаря именно железной дисциплине советские велосипедисты и побеждали. Ближайших преследователей в командном зачете они опередили на 40 минут. Олег был вторым на десятом этапе. Закрепить успех на чемпионате мира сборной Советскиого союза не удалось. Из олимпийского квартета командную гонку продолжили только Логвин и Каширин. Для белоруса это был первый планетарный форум. Чешская гонка у парней не получилась. Немцы взяли реванш за олимпийское поражение, выиграв те же 1 минуту 20 секунд. Дома «серебро» расценили как провал. В следующем году в Англии и вовсе довольствовались «бронзой». Парням откровенно не повезло — случилось два прокола, один из которых — у Олега Логвина.
1981 год для белоруса был самым неудачным. Его преследовали простуды, травмы, из-за которых пришлось отказаться от Велогонки мира. Олег решил подлечиться, чтобы затем спокойно готовиться к Олимпиаде. Он понимал, что дорога туда закрыта. Тренер сборной Виктор Капитонов оставался непреклонным в своем убеждении, что одно участие в Олимпийских играх психологически надламывает спортсменов, из-за чего никогда не предоставлял им второго шанса. К Велогонке мира Олег подошёл в хорошей форме, но участвовать в ней пришлось в мае : по снегу! И он заболел. С температурой крутил педали почти все этапы. Поэтому в личном зачете не мог рассчитывать на высокое место. Но на нём как на капитане лежал дополнительный груз ответственности. Имея за плечами огромный опыт, он должен был помочь ребятам в организационном плане. И советские велосипедисты выиграли гонку, как в командном, так и в личном зачете, чем немало удивили руководство сборной, не рассчитывавшей на такой триумф наполовину обновленной сборной. Эта победа гарантировала возможность отбора на Игры-84. На чемпионате СССР 1984 года, заняв второе место в групповой гонке, Олег Логвин подтвердил своё право на место в команде. Прошёл всю подготовку вплоть до последнего сбора, но когда назвали состав, белоруса в нём не оказалось. Впрочем, и Олимпиада для советских спортсменов не состоялась. Несмотря на то что жажду гонщика ещё не утолил, в 1986 году Олег Логвин завершил карьеру, поступил в высшую школу МВД, аттестовался. Уже перед получением звания капитана встал перед выбором: расти в звании или бросить все и вернуться в спорт. Поняв, что не хочет быть юристом, в 1987 году возобновил тренировки, затем в 1988 году на чемпионате СССР в Ереване в составе «Трудовых резервов» завоевал «бронзу», чем удивил специалистов, в том числе и Виктор Капитонов. Результаты давали Олегу право на участие в Играх-88. Однако по решению тренера сборной в олимпийский состав команды он не вошёл. Олег Логвин вошёл в первую советскую профессиональную команду Альфалюм. Выступал в Голландии, Бельгии, Франции, Португалии. После завершения спортивной карьеры проживает в городе Минске. Ведёт активную общественную работу по пропаганде олимпийского движения.

## Достижения
- Чемпион Игр XXII Олимпиады в Москве (СССР) 1980 г. в командной гонке на шоссе
- Серебряный призёр чемпионата мира 1981 г. Бронзовый призёр чемпионата мира 1982 г.
- Серебряный призёр чемпионата мира среди юниоров 1977 г.
- Двукратный победитель Велогонка мира — 1981, 1984 гг.
- Двукратный чемпион Европы — 1979—1980 гг.
- Чемпион СССР 1979—1980 гг. Серебряный призёр чемпионата СССР 1977 г. Бронзовый призёр чемпионата СССР 1988 г.
- Награждён орденом Знак Почета.

Решением сессии Борисовского районного Совета депутатов № 210 от 12 декабря 2008 года Логвину Олегу Николаевичу присвоено звание «Почетный гражданин города Борисова».